# Acaena saccaticupula
Acaena saccaticupula é uma espécie de rosácea do gênero Acaena, pertencente à família Rosaceae.